# Ermengol I di Urgell
Ermengol, o Armengol o Ermengardo detto el de Cordoba (975 circa – Cordoba, 1º settembre 1010), è stato conte di Urgell dal 993 fino alla sua morte.

## Origine
Come ci conferma l'Ex Gestis Comitum Barcinonensium, era il figlio maschio secondogenito del conte di Barcellona, Gerona, Osona ed Urgell, Borrell II e di Letgarda di Tolosa (ca. 950- ca. 985), figlia del conte di Nîmes, d'Albì e di Tolosa e duca di Settimania, Raimondo III († 978) e Guindinilde, di cui non si conoscono gli ascendenti.
Borrell II di Barcellona era il figlio secondogenito del conte di Barcellona, Gerona e Osona, Sunyer I e di Riquilda di Rouergue che secondo lo storico Szabolcs de Vajay, soprattutto per il fatto che il figlio primogenito fu chiamato Ermengol (Ermengol I d'Osona), introducendo questo nome nel casato di Barcellona, era la figlia del conte di Rouergue e conte di Quercy, Ermengol e della moglie, Adelaide, di cui non si conoscono gli ascendenti (come viene confermato nel documento nº 63 delle Preuves de l'Histoire Générale de Languedoc).

## Biografia
Ermengol viene citato assieme al fratello Raimondo Borrell, in un documento (non consultato) del 9 aprile 986, in cui il padre Borrel II dà ordine di aumentare la difesa al castello di Cardona, che era stato fatto costruire da suo nonno, Goffredo il Villoso.
Ermengol controfirmò il documento nº 239 del Cartulario de Sant Cugat del Vallès, in cui suo padre, Borrel II vendette un terreno a Sant Cugat del Vallès.
Suo padre, Borrel II, secondo gli Annales Barcinonenses morì nel 993, lasciando al figlio primogenito, Raimondo Borrell, il governo delle contee di Barcellona, Osona e Gerona, mentre a Ermengol lasciò la contea di Urgell (che già governava da almeno un anno), come previsto dal testamento di Borrel, datato 24 settembre 993.
Lo storico catalano, Próspero de Bofarull y Mascaró, citando un documento dell'Archivio del monastero di Ripoll sostiene che, nel giugno del 1101, Ermengol e la moglie fecero una vendita ad un loro vassallo.
Il 13 giugno 1007, Ermengol assieme alla moglie garantirono una rendita al monastero di San Sermin di Andorra.
Nel corso del 1010, Ermengol, assieme al fratello, il conte di Barcellona, Raimondo Borrell III fu coinvolto nella guerra che si stava combattendo in al-Andalus tra il califfo titolare Hishām II ibn al-Ḥakam e i due aspiranti, Muḥammad II (al-Mahdī) ibn Hishām, che si era alleato ai catalani e Sulaymān b. al-Ḥakam, "al-Mustaʿīn", alleato ai castigliani.
Ermengol, prima di partire a combattere i Mori di al-Andalus fece un testamento che è riportato al documento CLXII della Marca Hispanica sive Limes Hispanicus.
Nel maggio di quello stesso anno, al-Mahdī sconfisse Sulaymān al-Mustaʿīn nei pressi della città e riconquistò Cordova, che fu messa a sacco dai Catalani, mentre Sulaymān b. al-Ḥakam, "al-Mustaʿīn" fuggiva da Cordova.
Al-Mahdī era califfo per la seconda volta, ma gli Schiavoni gli si rivoltarono contro e, sempre nel 1010, nel mese di luglio, lo assassinarono, riportando sul trono Hishām II, per la terza volta.
Ermengol, dopo questi avvenimenti rimase in al-Andalus, ma morì in quello stesso 1010, come ci viene documentato nel Chronicon alterum Rivipullense, Apendice al Viage Literario a las Iglesias de Espana, Tome V.
Secondo il monaco e storico francese, Ademaro di Chabannes, contemporaneo di Ermengol, nel paragrafo 38 del terzo libro del suo Historiarum Libri Tres, ci descrive la sua morte in battaglia: in quell'anno, dopo aver ottenuto diverse vittorie e aver ucciso una moltitudine di Mori, avanzando si scontrò con un altro esercito di Mori; messili in fuga li inseguì con pochi dei suoi, già stanchi, ma dopo aver fatto strage di nemici cadde in combattimento. I Saraceni allora gli staccarono la testa dal busto, ritenendola un grande trofeo.
Dato che Ermengol era morto nei pressi di Cordoba, fu detto El de Cordoba
A Ermengol I succedette il suo unico figlio maschio, anche lui di nome Ermengol.

## Matrimonio e discendenza
Ermengol secondo lo storico catalano, Pròsper de Bofarull i Mascaró aveva sposato Teutberga o Geriberga ( † prima del 1017), che secondo l'Europäische Stammtafeln, vol II, 187 (non consultate), era la figlia del Conte di Provenza e marchese di Provenza, Rotboldo II e della moglie, Emilde o Eimilde (Eimildis Ermengarde) di Gévaudan (?- dopo il 1000 circa), che secondo lo storico Szabolcs de Vajay era la figlia del visconte di Gévaudan Stefano di Brioude (915-967) e quindi sorella del visconte Bertrando I di Gévaudan (938-993).
Ermengol I da Teutberga ebbe due figli:
- Ermengol detto il Pellegrino[21] (1009- 1038), conte di Urgell
- Stefania († dopo il 19 dicembre 1037), che sposò il conte di Pallars Sobirà, Guglielmo II.

## Ascendenza
|                          |                             |                          | Genitori               |  |  | Nonni |  |  | Bisnonni            |  |  | Trisnonni                 |  |
|                          |                             |                          |                        |  |  |       |  |  | Goffredo il Villoso |  |  | Sunifredo I di Barcellona |  |
|                          |                             |                          |                        |  |  |       |  |  | Goffredo il Villoso |  |  | Sunifredo I di Barcellona |  |
|                          |                             | Ermessinda               |                        |  |  |       |  |  | Goffredo il Villoso |  |  |                           |  |
| Sunyer I di Barcellona   |                             |                          |                        |  |  |       |  |  | Goffredo il Villoso |  |  |                           |  |
|                          |                             | Guinidilda d'Empúries    | Baldovino I di Fiandra |  |  |       |  |  |                     |  |  |                           |  |
|                          |                             | Guinidilda d'Empúries    | Baldovino I di Fiandra |  |  |       |  |  |                     |  |  |                           |  |
|                          |                             | Guinidilda d'Empúries    | Giuditta               |  |  |       |  |  |                     |  |  |                           |  |
| Borrell II di Barcellona |                             | Guinidilda d'Empúries    |                        |  |  |       |  |  |                     |  |  |                           |  |
|                          |                             | Ermengardo I di Rouergue | Oddone I di Tolosa     |  |  |       |  |  |                     |  |  |                           |  |
|                          |                             | Ermengardo I di Rouergue | Oddone I di Tolosa     |  |  |       |  |  |                     |  |  |                           |  |
|                          |                             | Ermengardo I di Rouergue | Garsenda d'Albi        |  |  |       |  |  |                     |  |  |                           |  |
| Riquilda di Rouergue     |                             | Ermengardo I di Rouergue |                        |  |  |       |  |  |                     |  |  |                           |  |
|                          |                             | Adelaide                 | …                      |  |  |       |  |  |                     |  |  |                           |  |
|                          |                             | Adelaide                 | …                      |  |  |       |  |  |                     |  |  |                           |  |
|                          |                             | Adelaide                 | …                      |  |  |       |  |  |                     |  |  |                           |  |
| Ermengol I di Urgell     |                             | Adelaide                 |                        |  |  |       |  |  |                     |  |  |                           |  |
|                          | Raimondo Ponzio I di Tolosa | Raimondo II di Tolosa    |                        |  |  |       |  |  |                     |  |  |                           |  |
|                          | Raimondo Ponzio I di Tolosa | Raimondo II di Tolosa    |                        |  |  |       |  |  |                     |  |  |                           |  |
|                          | Raimondo Ponzio I di Tolosa | Guinidilda               |                        |  |  |       |  |  |                     |  |  |                           |  |
| Raimondo III di Tolosa   | Raimondo Ponzio I di Tolosa |                          |                        |  |  |       |  |  |                     |  |  |                           |  |
|                          |                             | Garsenda di Guascogna    | Garcia II di Guascogna |  |  |       |  |  |                     |  |  |                           |  |
|                          |                             | Garsenda di Guascogna    | Garcia II di Guascogna |  |  |       |  |  |                     |  |  |                           |  |
|                          |                             | Garsenda di Guascogna    | Amuna di Bordeaux      |  |  |       |  |  |                     |  |  |                           |  |
| Letgarda di Tolosa       |                             | Garsenda di Guascogna    |                        |  |  |       |  |  |                     |  |  |                           |  |
|                          |                             | …                        | …                      |  |  |       |  |  |                     |  |  |                           |  |
|                          |                             | …                        | …                      |  |  |       |  |  |                     |  |  |                           |  |
|                          |                             | …                        | …                      |  |  |       |  |  |                     |  |  |                           |  |
| Guindinilde              |                             | …                        |                        |  |  |       |  |  |                     |  |  |                           |  |
|                          |                             | …                        | …                      |  |  |       |  |  |                     |  |  |                           |  |
|                          |                             | …                        | …                      |  |  |       |  |  |                     |  |  |                           |  |
|                          |                             | …                        | …                      |  |  |       |  |  |                     |  |  |                           |  |
|                          |                             | …                        |                        |  |  |       |  |  |                     |  |  |                           |  |

### Fonti primarie
- (LA) Rerum Gallicarum et Francicarum Scriptores, Tomus IX.
- (LA) Viage Literario a las Iglesias de Espana, Tome V (archiviato dall'url originale il 10 gennaio 2014).
- (LA) Rerum Gallicarum et Francicarum Scriptores, tome XI.
- (LA) Histoire Générale de Languedoc, Tome V, Preuves
- (LA) Cartulario de Sant Cugat del Vallès, vol. I.
- (LA) Monumenta Germaniae Historica, Scriptores, Tomus XXIII (archiviato dall'url originale il 23 settembre 2015).
- (LA) Recueil des Chartes de l'Abbaye de Cluny, tome III
- (LA) Ademar de Chabannes, Historiarum Libri Tres (PDF).

### Letteratura storiografica
- Rafael Altamira, Il califfato occidentale, in «Storia del mondo medievale», vol. II, 1999, pp. 477-515
- René Poupardin, I regni carolingi (840-918), in «Storia del mondo medievale», vol. II, 1999, pp. 583–635.
- Louis Alphen, Francia: gli ultimi Carolingi e l'ascesa di Ugo Capeto (888-987), in <<Storia del mondo medievale>>, vol. II, 1999, pp. 636–661
- (FR) Histoire Générale de Languedoc avec des Notes, Tome IV.
- (ES) Historia de los condes de Urgel, Tomo I.
- (LA) Marca Hispanica sive Limes Hispanicus, 1688.
- (ES) Bofarull y Mascaró, P., Los Condes de Barcelona Vindicados, Tomo I.